# André Phillips
André Lamar Phillips (ur. 5 września 1959 w Milwaukee) – amerykański lekkoatleta specjalizujący się głównie w biegu na 400 metrów przez płotki.
Przez większość kariery lekkoatletycznej pozostawał w cieniu Edwina Mosesa, którego pokonał tylko raz, ale za to w finale igrzysk olimpijskich. W 1981 jako student University of California, Los Angeles zdobył akademickie mistrzostwo USA (NCAA) na 400 metrów przez płotki. Na Mistrzostwach Świata w 1983 w Helsinkach zajął 5. miejsce w finale tej konkurencji. W 1985 pod nieobecność Mosesa zdobył swe jedyne mistrzostwo USA, a także zwyciężył w tym roku w Pucharze Świata w Canberze.
W 1988 przegrał na kwalifikacjach przedolimpijskich z Mosesem, ale w finale igrzysk olimpijskich w Seulu był najlepszy w czasie 47,19 s (był to nowy rekord olimpijski). Moses zajął w tym biegu 3. miejsce (wyprzedził go jeszcze Amadou Dia Ba z Senegalu).
Po zakończeniu wyczynowego uprawiania sportu Phillips został nauczycielem w szkołach średnich w USA.